# Héctor Tobar
Héctor Tobar, född 1963 i Los Angeles, är en amerikansk författare och journalist.

## Biografi
Tobars föräldrar är guatemalanska invandrare. Under sin karriär som journalist har han bland annat arbetat på the New Yorker, the LA Weekly och Los Angeles Times. 
1992 vann han, tillsammans med flera kollegor från Los Angeles Times, Pulitzerpriset för sitt journalistiska arbete under Los Angeles Riots 1992. 
Tobar har en examen från University of California, Santa Cruz och Master of Fine Arts i kreativt skrivande från University of California, Irvine.
Bland Tobars böcker märks romanerna “The Tattooed Soldier” och ”The Barbarian Nursies”, varav den senare vann guldmedaljen inom kategorin skönlitteratur under California Book Award 2012.
2006 rankade tidningen Hispanic Business Tobar som en av de 100 mest inflytelserika latinamerikanerna i USA.
Under gruvolyckan i Copiapó 2010, när de 33 gruvarbetarna fortfarande var instängda i gruvan, bestämde de gemensamt att kontraktera en enda författare som skulle få skriva deras officiella berättelse. På så sätt skulle ingen enskild gruvarbetare tjäna pengar på de övrigas erfarenheter.  Gruvarbetarna valde Héctor Tobar till den författare som skulle få exklusiv tillgång till deras berättelser.
I oktober 2014 gavs boken ut i USA under namnet ”Deep Down Dark: The Untold Stories of 33 Men Buried in a Chilean Mine, and the Miracle That Set Them Free”. Den var en av finalisterna I National Book Critics Circle Award 2014.  Hösten 2014 ges boken ut på svenska. 
Tobar har varit adjungerad professor på Loyola Marymount University och Pomona College och arbetar just nu på Universitu of Oregon’s school of journalism and communication.